# Estakazero

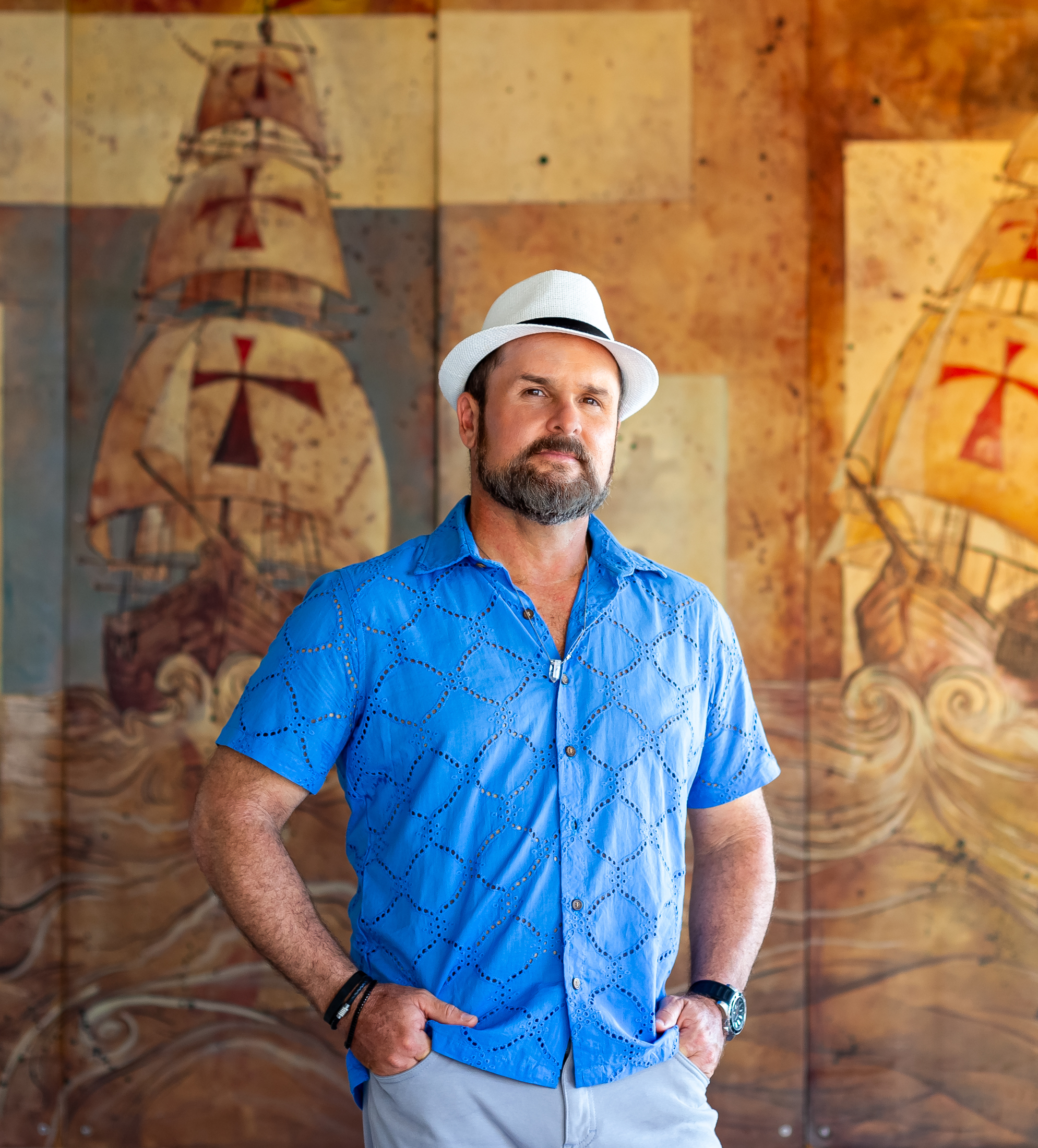
Projeto de verão Estakazero 2024

Leonardo Regis Macedo, conhecido artisticamente como Leo Estakazero, é um artista baiano, nascido em Salvador, em 16 de dezembro de 1973. Cresceu em um ambiente musical, influenciado por sua mãe, Marialice Pereira Regis, professora de piano da Universidade Federal da Bahia, e seu pai, Salvador de Souza Macedo, dono de uma potente voz de tenor. 
Desde a infância, Leo foi imerso no universo da música erudita e popular, aprendendo piano com sua mãe e, mais tarde, estudando teoria musical e trompete na Escola de Música da UFBA. Também integrou corais infantis e desenvolveu seu gosto pelo canto. Paralelamente, sua conexão com a natureza foi cultivada nas frequentes visitas à Fazenda Estakazero, que se tornaria a grande inspiração para o nome artístico.

## História
Na adolescência, Leo trocou o piano pelo violão, encantado pela MPB, Bossa Nova e artistas como Geraldo Azevedo, Luiz Gonzaga, e Raul Seixas. Foi nos corredores do tradicional colégio ISBA que ele começou a compartilhar sua música, tocando para os colegas. Durante o ensino médio, conheceu Iana Larissa Vaz, com quem se casou e teve dois filhos, Davi e Lara. Seus primeiros passos profissionais na música aconteceram em shoppings e barzinhos de Salvador, onde misturava MPB e Bossa Nova. Ao mesmo tempo, Leo equilibrou suas apresentações com o serviço militar e sua formação em Ciências Contábeis. 
A Primeira Banda: Colher de Pau O estalo para formar uma banda veio durante o carnaval de Fortaleza. Junto com amigos, Leo fundou a banda Colher de Pau, que, inicialmente, focava no samba. Aos poucos, o grupo passou a incorporar o forró ao repertório, especialmente nas festas juninas. O sucesso foi rápido, e a banda se destacou nos carnavais e festas de São João da Bahia. No final dos anos 1990, com o forró universitário ganhando força, Léo decidiu que o próximo passo seria uma mudança de rumo musical.

## A Estakazero
Em 2001, nasce a banda Estakazero, batizada em homenagem à fazenda da infância de Leo. Com esse novo projeto, Leo assumiu não só o papel de vocalista, mas também de empresário e produtor, cuidando de todos os aspectos da banda. Estakazero logo se consolidou como um dos principais nomes do forró pé de serra universitário, com shows por todo o Brasil. Músicas como "Encosta N'eu" e "Lua Minha" se tornaram grandes sucessos, ajudando a banda a se destacar no cenário musical. 
Carreira Solo: Após mais de duas décadas à frente da banda Estakazero, Leo decidiu trilhar um novo caminho e dar início à sua carreira solo. Com uma trajetória marcada pela autenticidade e pela capacidade de se reinventar, Leo agora se dedica a explorar novas sonoridades e a dar continuidade ao legado que construiu no forró pé de serra universitário. Hoje, Leo Estakazero continua sendo um nome forte da música baiana e nordestina, agora em uma nova fase solo, mantendo seu compromisso com a arte e a música que o acompanham desde os primeiros acordes de sua infância.

## Discografia
- Botando o Pé na Estrada - 2003 (Leke Emp. Artísticos)

- Faixas: 01 Sapatilha 37 // 02 Botando o pé na estrada // 03 Algo Especial // 04 Encosta N´eu  // 05 Querer // 06 Xote Brasileiro // 07 Tentação // 08 Vem Viver // 09 Vou Voar // 10 Xote na Beira do Mar // 11 Roda da Vida // 12 Janaína 
- Lua Minha - 2005 (Leke Emp. Artísticos)

- Faixas: 01 Inovação // 02 Lua Minha // 03 De Frente pro Mar // 04 Náufrago Ilhado // 05 Vou Lembrar // 06 Aldeia // 07 Olhos Perdidos  // 08 Desencontros // 09 Onda que Trás // 10  Tô Acanhado // 11 Olhar de Poeta // 12 Débora // 13 Encosta N´eu // 14 O Som da Chapada
- Estakazero Ao Vivo - 2006 (EMI Music)

- Faixas: 01 Botando o Pé na Estrada // 02 Encosta N´eu // 03 Sapatilha 37 // 04 Inovação // 05 De Frente pro Mar // 06 Lua Minha // 07 Feed Back // 08 Sempre foi Assim // 09 Volte Logo // 10 Algo Especial // 11 Aldeia // 12 Hino Malino // 13 Vou Lembrar
- Arrastapé Pelas Estrelas - 2007 (Leke Emp. Artísticos)

Faixas: 01 Acorda // 02 Quando Você Chegar // 03 Ao Som de um Xote // 04 Arrastapé pelas Estrelas // 05 Amor Primeiro // 06 Vestido de Estrelas // 07 Rosa Chá // 08 Parei no seu Amor // 09 Não Larga// 10 Quase um Rio // 11 Mais uma Canção de Amor // 12 Fogos Foqueira // 13 Pensando em Você // 14 Te Levar pro Mar // 15 Encosta N´eu
- Viva Luiz! - 2009 (Leke Emp. Artísticos)

Faixas: 01 O Fole Roncou // 02 No Meu Pé de Serra // 03 Retrato de um Forró // 04 Sanfoneiro Macho // 05 Riacho do Navio // 06 Tá Bom Demais // 07 Respeita Januário // 08 Chamego // 09 Cintura Fina // 10 Aproveita, Gente // 11 Quero Chá // 12 Fogo sem Fuzil
- Na Balada - 2010 (Leke Emp. Artísticos)

Faixas: 01 Nave // 02 Quando a gente ama // 03 Balada // 04 Solteiro de Novo // 05 Mulher Encrenqueira // 06 Barquinho // 07 Chama essa Cerveja // 08 Deu Vexame no Forró // 09 Deita aqui no Colo // 10 Galopes e Xaxados // 11 Meu Encanto // 12 Bombeiro Apaixonado // 13 Indecisão // 14 Viva São João
- Na Balada Ao Vivo - 2011 (Som Livre)

Faixas: 01 Balada // 02 Meu Segredo é a Pegada // 03 Eu tô Falando de Amor // 04 Quando a Gente Ama // 05 A Festa Começou! // 06 Eu Não Sou de NInguém // 07 Amor Bandido // 08 Nossa História // 09 Quem Provar do Papai // 10 Solto na Farra // 11 Matemático do Amor // 12 Faz Só Pra Mim // 13 Colecionador de Amores // 14 Nave
- A Festa Começou - 2013 (Leke Emp. Artísticos)
- Forró a Dois - 2015 (Leke Emp. Artísticos)

Faixas: 01 Banquete dos Signos // 02 Veja Margarida // 03 Gostoso Demais // 04 Onde está Você // 05 A Terceira Lâmina // 06 Táxi Lunar // 07 Amor com Café // 08 Dona da minha Cabeça // 09 Toque de Fole // 10 Bate Coração // 11 Sétimo Céu
- Todo Seu - 2017 (Leke Emp. Artísticos)

Faixas: 01 Barco de Amor // 02 Pertinho // 03 Lua Minha // 04 Todo Seu // 05 Algo Especial // 06 Morro de São Paulo // 07 Inovação // 08 O Afago da Distância // 09 O Dia e Navegar // 10 Aldeia // 11 Gata Extraordinária
- Aquecendo para  o São João - 2019 (Leke Emp. Artísticos)

### Singles
- Anjo Meu - 2018
- Fim da Linha - 2019
- Bateu Vontade - 2019
- Só Seu - 2020
- Quando a Vida Voltar - 2020
- Mais 20 Anos - 2021
- Um Não pra Saudade - 2021
- Vai ter São João de Novo - 2022
- Seu Movimento - 2023
- Meu Troféu - 2023
- Se adiante aí - 2023
- Festa no Mar - 2024
- A Hora Certa - 2024

## Videoclipes
- "Nave", 2010.  Gravado na Europa, Paris (França) e no Porto (Portugal), durante turnê.
- "Quando a gente ama", 2010.  Gravado na Europa, Paris (França) e no Porto (Portugal), durante turnê.
- "Pertinho", 2016. Gravado na Baía de Aratu, Salvador, Bahia.
- "Barco de Amor", 2017. Gravado no Recôncavo Baiano, Rio Paraguaçu, Convento Santo Antônio (São Francisco do Paraguaçu, Cachoeira, Bahia).
- "Todo Seu", 2017, com participação de Levi Lima. Gravado no Forte São Marcelo, Salvador, Bahia.
- "Anjo Meu", 2018. Gravado na Ilha de Itaparica, Bahia..
- "Bateu Vontade", 2019. Gravado no Condomínio Fazenda Real, Simões Filho, Bahia.

- "O Afago da Distância", 2019.  Gravado em Caetité, Bahia.
- "A hora certa", 2024. Gravado em São Paulo, São Paulo.

## Projetos
- Ensaios de São João

O grupo é responsável pelo projeto Ensaios de São João, um evento por onde já passaram nomes como Zé Ramalho, Elba Ramalho, Alceu Valença, Geraldo Azevedo, Saulo, Simome e Simária, Dorgival Dantas e Margareth Menezes.
- Luau Estakazero

A Estakazero é responsável por outros projetos de sucesso como o Luau Estakazero, que durante cinco anos se consagrou pela inovação de levar o forró às praias em pleno verão de Salvador, quando geralmente impera o axé music.   
- Estakanagua

Desde a infância, Leo desenvolveu uma forte conexão com a natureza, herdada de sua família, e se inspirou em grandes nomes da navegação como Amyr Klinck e Aleixo Belov. Sua paixão pelo mar o levou a aprender a velejar e a adquirir seu primeiro barco em 2005. Ao longo dos anos, Leo reformou e construiu catamarãs, combinando sua paixão por navegação com a música. Ele organizou eventos náuticos, incluindo o Carnaval Náutico, e continuou aprimorando suas embarcações, aspirando realizar expedições e até mesmo morar a bordo, com o desejo de navegar pela costa brasileira e, no futuro, em águas internacionais.
Com o Estakanagua III, Leo iniciou apresentações no barco durante os carnavais, incluindo performances de Deni da Timbalada, Lincoln e Duas Medidas e Filhos de Jorge. Essa combinação de paixões — o mar e a música — o levou a customizar a embarcação, incluindo sistemas de sonorização capazes de suportar apresentações de grandes artistas, possibilitando festas em alto mar. Na Baía de Aratu e em outros locais, começou a produzir eventos náuticos, em consequência, surgiu o Carnaval Náutico, um evento que contou com o apoio da Prefeitura de Salvador e foi realizado em 2018, 2019 e 2020, antes de ser interrompido devido à pandemia. Após a pandemia, os aprimoramentos no barco continuaram, pois Leo aspira a realizar aventuras, expedições e até mesmo a morar a bordo.

## Parceria com Kel Mascarenhas
A Jornada de Amizade e Empreendedorismo
Em 1996, seis meses após a formação da Banda Colher de Pau, surge a necessidade da primeira contratação, um roadie. Por intermédio de seu primo Pablo, Leo conheceu Kel Mascarenhas, mudando profundamente a trajetória dos dois. Inicialmente já se tornaram grandes amigos e companheiros de estrada, Leo com toda sua autenticidade cuidava do seu primeiro colaborador como um irmão mais novo, que trazia todo seu entusiasmo para agregar e somar ao grupo.
Desde o início, Kel não foi apenas um roadie, mas um amigo próximo e colaborador dedicado. Sua paixão pela música e seu comprometimento com o crescimento artístico de Leo o tornaram um pilar fundamental na trajetória do cantor. À medida que os anos passavam, Kel não apenas testemunhava a evolução de Leo como artista, mas também se tornava uma parte essencial na tomada de decisões e no desenvolvimento da carreira de Leo.

O vínculo entre Leo e Kel foi fortalecido ao longo dos anos, resultando em uma parceria que ultrapassou a vida profissional apenas. Quando Leo deu vida à Estakazero, Kel estava ao seu lado como sócio e empresário. Sua influência e dedicação foram cruciais para o sucesso contínuo da banda, trabalhando incansavelmente nos bastidores para garantir a gestão eficiente e a viabilidade de todos os aspectos envolvendo a Estakazero. A amizade que nasceu nos palcos e estúdios se transformou em uma parceria sólida que sustenta a jornada artística de Leo até os dias de hoje, consolidando Kel Mascarenhas como uma figura indispensável na história de Leo Estakazero.